# Константин (папа римский)
Константин (лат. Constantin PP.; 664 — 9 апреля 715) — папа римский с 25 марта 708 года по 9 апреля 715 года. Совершил путешествие в Константинополь, где обсудил с Юстинианом II возможность утверждения постановлений Трулльского собора. После убийства Юстиниана Константин отказался признавать императора-монофелита Филиппика.

## Ранние годы
Константин был сириец по происхождению, свободно говорил на греческом языке и хорошо ориентировался в восточных ритуалах и практиках. По своему воспитанию, он был бы «полностью в своей тарелке в восточной атмосфере византийского двора начала VIII века».
Перед своим избранием папой Константин дважды посещал Константинополь. Он был одним из римских легатов на Третьем Константинопольском (VI Вселенском) соборе в Константинополе в 680/681 годах, а также зачитывал письмо от папы Льва II Константину IV в 682 году. В обоих случаях Константин имел контакты с принцем Юстинианом (будущим Юстинианом II), наследником византийского престола.

## Избрание
Предшественник Константина Сизинний был папой лишь двадцать дней. Константин стал папой в марте 708 года, менее чем через два месяца после смерти Сизинния. Константин был одним из греческих пап т. н. «Византийского папства» — периода, в течение которого Рим находился под властью византийской империи, и папам требовалось одобрение императора для рукоположения.
Определяющим вопросом папства на момент избрания Константина был отказ Запада от признания итогов Трулльского собора. Иоанн VII получил решения собора для утверждения, но вместо этого отослал их назад без каких-либо исправлений. Предшественник Иоанна VII, папа Сергий I заявил, что он скорее умрет, чем подпишет эти решения.

## Визит в Константинополь
В 710 году Юстиниан II потребовал, чтобы Константин предстал перед императором в Константинополе. Император явно намеревался раз и навсегда урегулировать вопрос о принятии Римом Трулльских решений. В отличие от своих предшественников, Константин не стал избегать поездки в столицу империи, более того, он по своему воспитанию был ближе к Византии, чем, возможно, любой другой папа. До отъезда Константина Юстиниан ослепил архиепископа Равенны Феликса за участие в заговоре с целью свержения императора — это улучшило папско-византийское взаимопонимание. Однако основным мотивом Константина для поездки было предупредить раскол между Римом и Константинополем из-за Трулльских решений.
Константин отправился в путь 5 октября 710 года. В Константинополе папа остановился во Дворце Плацидии, который в 547 году занимали папа Вигилий, представители папы Мартина I и папы Агафон (во время участия в Третьем Константинопольском соборе). Одиннадцать из тринадцати спутников Константина (два епископа, три священника, чиновники папской канцелярии и прислуга) были также восточного происхождения. Кроме того, в числе сопровождающих Константина был будущий папа Григорий II. Константин специально выбирал спутников, которые были «вырезаны из той же ткани», что и он, и с пониманием относились к Востоку.
При остановке в Неаполе Константин повстречался с экзархом Равенны Иоанном III Ризокопом, который был направлен императором в Рим, чтобы расправиться с четырьмя высокопоставленными папскими чиновниками, которые были против новой политики Константина достичь компромисса с Константинополем. Весной Константин пересек Ионическое море и на имперском корабле отправился в столицу.
Константин въехал в Константинополь на «коне с позолоченной сбруей и золотыми уздечками и в камилавке, которую было принято надевать только на большие церковные праздники». Сын и соправитель императора Юстиниана II Тиберий, вместе с Патриархом Киром, сенаторами, дворянами, духовенством, приветствовал Константина на седьмой миле от города. Юстиниан II был в Никее в то время, и призвал понтифика, чтобы встретить его в Никомедии. Liber Pontificalis рисует сцену падения ниц императора перед папой, но это, скорее всего, поздний вымысел. В то воскресенье Юстиниан II принял из рук папы и подтвердил документ с обозначением привилегий римского престола.
Переговоры относительно Трулльских решений проводились при участии будущего папы Григория II. В итоге был достигнут так называемый «Никомидийский компромисс», который дипломатично обошел вопрос о принятии папой Трулльских решений. Это соглашение было больше предназначено для защиты политического единства Запада и Востока, чем для разрешения религиозного спора. Даже сам факт прибытия Константина в Константинополь был реальным доказательством того, что имперские приказы по-прежнему выполнялись в Риме. Константин покинул город в октябре 711 года.

## Споры с Филиппиком

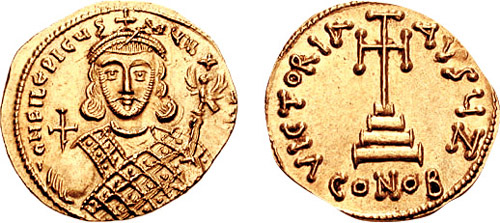
Монеты Филиппика, которые папа Константин отказался принять.

Вскоре после возвращения Константина в Рим Юстиниан II был убит мятежными войсками. Новый император Филиппик был приверженцем монофелитства и отверг решения Третьего Константинопольского Собора. Он потребовал поддержки Константином мнения, что Христос имел только одну волю. В 712 году Константин отверг требования Филиппика возродить монофелитство. Кроме того, он отказался принять имперский портрет или монеты с изображением императора, а также отказался почтить имя императора в мессе. Экзарх (императорский представитель в Италии) пытался заставить папу силой выполнить указания из Константинополя, но Константин смог успокоить ситуацию.
Филиппик был свергнут в июне 713 года, и его преемник Анастасий II прислал папе письмо, подтверждающее его поддержку решений Третьего Константинопольского Собора.